# Acumen
Acumen Fund, Inc. (Acumen) — зарегистрированный в США международный некоммерческий венчурный фонд использующий подходы социального предпринимательства к решению проблем бедности в мире. Основательницей и исполнительным директором фонда является Жаклин Новограц (англ. Jacqueline Novogratz).
Фонд инвестирует в создание финансово устойчивых организаций, производящих доступные товары и услуги для улучшения жизни бедных слоёв населения.
Acumen является одним из членов Global Impact Investing Network.

## Организация
Штаб-квартира фонда находится в Нью-Йорке (США), а региональные офисы — в Индии, Кении, Пакистане и Гане.
Acumen Fund зарегистрирован как некоммерческая организация 1 апреля 2001 года.
Его первыми инвесторами стали Фонд Рокфеллера, Фонд Cisco Systems и три частные лица.
Со временем инвесторами и советниками фонда стали многие организации и частные лица, включая Фонд Билла и Мелинды Гейтс, Google Foundation, Nike Foundation и Фонд Сколла. На сегодня он насчитывает сотни инвестиционных партнёров — организация и частных лиц.

## Стратегия инвестирования
В отличие от большинства некоммерческих фондов Acumen не выдаёт грантов. Он либо предоставляет займы, либо инвестирует в уставной капитал компаний. Таким образом фонд реализует «чистую» модель социального предпринимательства — решает важные для общества проблемы, получая при этом прибыль.
Инвестиции фонда делятся на 5 портфелей: «вода», «здоровье», «жилье», «энергия» и «сельское хозяйство». Обычно фонд инвестирует в один проект от 300 тысяч до 2 миллионов долларов на срок от 5 до 7 лет.

## История деятельности
К 30 июня 2008 года фонд Acumen одобрил инвестиции на сумму в 34 миллиона долларов в Индии, Пакистане, Кении, Танзании, Египте и Южной Африке. На тот момент он поддерживал 26 компаний, клиентами которых являются 36 миллионов людей.
К 10 июля 2014 года фонд Acumen инвестировал в проекты социального предпринимательства 88 миллионов долларов в Гане, Индии, Кении, Нигерии, Пакистане, Танзании, Уганде и Эфиопии.
Текущими целями фонда является инвестиции в 82 проекта, которые помогут 100 миллионам человек и создадут 60 000 рабочих мест.
Текущими целевыми показателями фонда является вложение 100 миллионов долларов в компании, которые будут обслуживать по крайней мере 50 миллионов человек.

## Задачи фонда
В целях Acumen выработка успешной модели борьбы с бедностью, которая включает в себя:
- поиск эффективных социальных предприятий, использующих инновационные подходы, чтобы обеспечить бедные слои населения водой, жильём и медицинскими услугами;
- инвестиции в такие предприятия и оказание им других видов поддержки с целью сделать их финансово устойчивыми и реплицируемыми.

Acumen разрабатывает методы измерения социальной отдачи на его инвестиции и превращение в мирового лидера в этой области.
Ещё одна важная задача фонда состоит в создании мирового сообщества профессионалов, доноров, других организаций со сходными целями и социальных предпринимателей.
Каждый год фонд выбирает молодых профессионалов, которые получают шанс работать в Кении, Танзании, Южной Африке, Индии и Пакистане с организациями, в которые инвестирует фонд.